# San Rafael, Contepec
San Rafael är en ort i Mexiko.   Den ligger i kommunen Contepec och delstaten Michoacán de Ocampo, i den sydöstra delen av landet, 130 km nordväst om huvudstaden Mexico City. San Rafael ligger 2 320 meter över havet och antalet invånare är 446.
Terrängen runt San Rafael är kuperad västerut, men österut är den platt. Runt San Rafael är det ganska tätbefolkat, med 80 invånare per kvadratkilometer. Närmaste större samhälle är El Oro de Hidalgo, 18,7 km sydost om San Rafael. Omgivningarna runt San Rafael är en mosaik av jordbruksmark och naturlig växtlighet.